# Plagiothecium euryphyllum
Plagiothecium euryphyllum är en bladmossart som beskrevs av Iwatsuki 1970. Plagiothecium euryphyllum ingår i släktet sidenmossor, och familjen Plagiotheciaceae. Inga underarter finns listade i Catalogue of Life.